# Youssouf Mulumbu
Youssouf Mulumbu (Kinshasa, 25 januari 1987) is een Congolese voetballer die bij voorkeur als middenvelder speelt. Hij tekende in november 2017 een contract tot medio 2018 bij Kilmarnock. Hij debuteerde in 2008 in de nationale ploeg van Congo-Kinshasa, nadat hij eerder voor Frankrijk -20 en Frankrijk -21 uitkwam.

## Carrière
Mulumbu stroomde in 2006 door vanuit de jeugdopleiding van Paris Saint-Germain, waarmee hij in 2008 de Coupe de la Ligue won. De Franse club verhuurde hem in augustus 2007 voor een jaar aan Amiens SC en in januari 2009 voor een half jaar aan West Bromwich Albion. Laatstgenoemde club nam Mulumbu na de huurperiode definitief over.
Mulumbu tekende in juni 2015 een contract tot medio 2017 bij het dan net naar de Premier League gepromoveerde Norwich City. Dat nam hem transfervrij over van West Bromwich Albion.
Aan het einde van het seizoen 2016/17 werd zijn aflopende contract niet verlengt. Op 22 november 2017 vond Mulumbu met Kilmarnock een nieuwe werkgever. Hij tekende een contract tot het einde van het seizoen.